# Charles McKee
Charles McKee, né le 14 mars 1962 à Seattle, est un skipper américain.

## Carrière
Charles McKee participe aux Jeux olympiques d'été de 1988 à Séoul et remporte la médaille de bronze dans la catégorie du 470 avec son coéquipier John Shadden. Lors des Jeux olympiques d'été de 2000, il concourt dans la catégorie des 49er avec son frère Jonathan McKee et remporte à nouveau une médaille de bronze. En 2001, il remporte le titre de champion du monde des 49er également en compagnie de son frère.